# 류현식
류현식(? - )은 조선민주주의인민공화국의 정치인이다. 조선로동당 중앙검사위원회 위원이며, 전 함경남도 인민위원회 위원장이다.

## 경력
2003년 함경남도 당위원회 비서를 거쳐 2010년 6월부터 2011년 11월까지 함경남도 인민위원회 위원장을 지냈다. 2010년 4월 인민군 대장에 올랐다. 2010년 9월, 조선로동당 중앙검사위원회 위원에 선임되었다.

## 기타
2011년 김정일 사망 당시에 국가장의위원회 위원을 맡았다.